# Comix
Comix era una rivista di fumetti settimanale pubblicata dalla Panini dal 1992 al 1997; divenne poi un marchio della casa editrice Franco Cosimo Panini Editore usato anche per una agenda e per una collana di libri umoristici.

## Storia editoriale
La testata esordì il 7 marzo 1992 come Comix - Il giornale dei fumetti, diretta da Beppe Cottafavi e Guido De Maria. Venne pubblicata fino al 1997 per 206 numeri divisi in due serie edita dalla Franco Cosimo Panini Editore.
La rivista fa esordire autori che diverranno popolari come Daniele Luttazzi, Natalino Balasso e Fabio Fazio oltre alla partecipazione di attori comici e artisti come Alessandro Bergonzoni, Gene Gnocchi, Paolo Hendel, Jovanotti, Francesco Guccini e Aldo, Giovanni e Giacomo.
Oltre ai testi presenta vignette e strisce di fumetti di autori come Altan, Bill Watterson, Bonvi, Cinzia Leone, Massimo Cavezzali, Disegni & Caviglia, Sauro Ciantini, Gary Larson, Jacovitti, Schulz, Silver, Roberto Totaro, Frago Comics, Mazza e altri.
Nel 1994 viene stampata la prima agenda con il titolo Il meglio di Comix, ispirata ai contenuti della rivista dell'ultimo anno e pubblicata annualmente. Nel 2012 è stato uno dei tre diari più venduti in Italia insieme alla Smemo e al diario di ScuolaZoo. La Panini Editore ha pubblicato con il marchio Comix numerosi libri di contenuto umoristico.

## Serie a fumetti (parziale)
- Harpo
- Andy Capp
- Sturmtruppen
- Cattivik
- Dick Tracy
- Dilbert
- Franco II e Franco III (Stefano Disegni e Massimo Caviglia);
- The Freak Brothers (Gilbert Shelton);
- Garfield
- Hagar
- Penna di Tacchino